# Passalora guanicensis
Passalora guanicensis är en svampart som först beskrevs av Frank Lincoln Stevens, och fick sitt nu gällande namn av U. Braun & R.F. Castañeda 1989. Passalora guanicensis ingår i släktet Passalora och familjen Mycosphaerellaceae.   Inga underarter finns listade i Catalogue of Life.